# Лилия Хансона
Ли́лия Хансона (лат. Lílium hansonii) — вид однодольных травянистых цветковых растений, входящий в секцию Martagon, рода Лилия, семейства Лилейные (Liliaceae).
Вид назван в честь Питера Хансона (1821—1887), датского и американского художника пейзажиста, который был страстным поклонником тюльпанов и лилий.
Китайское название: 竹叶百合 (zhú yè bǎihé).
Лилия Хансона используется в качестве декоративного садового растения, а также в селекции декоративных лилий.

## Ботаническое описание

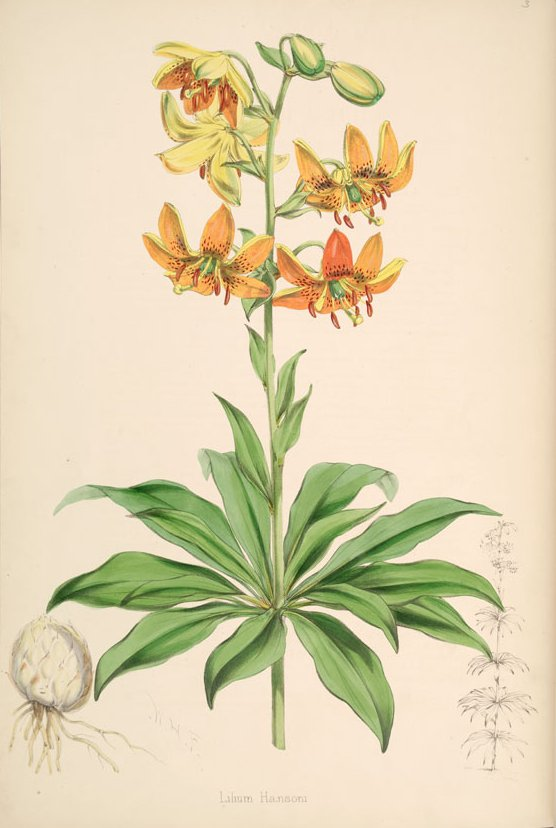
Lilium hansonii
Ботаническая иллюстрация из книги Henry John Elwes: A monograph of the genus Lilium; 1880
Автор: Walter Hood Fitch (1817—1892)

Многолетнее травянистое растение, достигающее 1—1,5 м в высоту. Стебель голый, зелёный, образует стеблевые корни.
Листья обратнояйцевидные или ланцетные, слегка волнистые по краям, с оттянутым основанием, 13—15 × 1,5—3, по другим данным 10—18 × 2—4 см, собраны обычно в 3 мутовки по 8—14 листьев в каждой.
Соцветие 4—12 цветковая кисть.
Цветоножки 3—4 см. Цветки ароматные, поникающие, собраны в короткокистевидные соцветия; околоцветник чалмовидный, оранжево-жёлтый, по другим данным жёлтый или красно-оранжевый, с коричневыми пятнами мелкопятнистый, 5—6,5, по другим данным 3—7 см диаметром, его листочки серповидно отогнуты назад, ланцетные, толстые, сочные, снаружи килеватые и зелёные, 3,2—3,7 см длиной, к концу цветения их верхушки белеют. Нектарники полуоткрытые, бороздчатые, с голыми краями.
Тычинки короче лепестков. Тычиночные нити короткие, голые. Пыльники бурые, или пурпурные, пыльца жёлтая.
Плод — коробочка.
Кариотип: 2n = 24.

## Распространение
Корея, Япония (Хоккайдо). В Китае (Гирин) интродуцирована по берегам рек.

## В культуре
Зоны морозостойкости: 3a—8b.
Богатые гумусом, хорошо дренированные почвы. Местоположение: мозаичная тень, полутень.